# Titon et l’Aurore
Titon et l’Aurore ist eine Oper (Originalbezeichnung: „Pastorale héroïque“) in einem Prolog und drei Akten von Jean-Joseph Cassanéa de Mondonville (Musik) mit einem Libretto von Antoine Houdar de La Motte (Prolog) und Abbé de La Marre (Handlung). Die Uraufführung fand am 9. Januar 1753 im Palais Royal der Pariser Oper statt.

## Handlung

### Prolog
Der Palast von Prométhée, geschmückt mit Statuen von Männern und Frauen in unterschiedlichen Haltungen
Szene 1. Prométhée ist die Untätigkeit und Gleichgültigkeit der Götter leid. Er hat daher das Feuer des Himmels geraubt und haucht damit seinen Statuen Leben ein, um den Göttern ein Abbild vorzustellen und sie eifersüchtig zu machen. Die neu erschaffenen Sterblichen begrüßen das Licht der Welt und stellen Fragen nach ihrem Dasein. Prométhée bereitet sie auf die Ankunft l’Amours vor.
Szene 2. L’Amour steigt in einer Wolke herab, und Prométhée übergibt ihm die Herrschaft über die Sterblichen. L’Amour fordert sie auf, sich den Vergnügungen und der Liebe zu widmen. Nur so können sie Glück erfahren und sogar die Götter besiegen. Alle feiern den Gott der Liebe.
Szene 3 (Librettofassung von 1753, nicht in der Partitur). Das Theater verdunkelt sich, und unter Donnergrollen erscheint Jupiter inmitten von Wolken. Er verurteilt Prométhée für seine Tat. Wolken umhüllen Prométhée, und Winde binden ihn an einen Felsen.

### Erster Akt
Nacht; auf einer Seite ein Wäldchen, auf der anderen ein Weiler; im Hintergrund fruchtbare Wiesen
Szene 1. Der Schäfer Titon wartet sehnsüchtig und voller Selbstzweifel auf seine Geliebte l’Aurore, die Morgenröte. Er fürchtet, einer der Götter könnte sie ihm abspenstig machen.
Szene 2. Endlich erscheint l’Aurore in strahlendem Glanz. Obwohl sie ihm versichert, dass sie nur ihn liebe, kann sie seine Eifersucht nicht vollständig beschwichtigen. Sie ruft Hirten herbei, um ihre Liebe zu besingen.
Szene 3. Während sich Titon und l’Aurore ihre Liebe schwören, feiern die Hirten l’Amour und l’Aurore mit Gesang und Tanz. Als sie den Windgott Eole nahen sehen, ziehen sich alle schnell zurück.
Szene 4. Eole, der selbst Anspruch auf l’Aurore erhebt, schwört seinem Rivalen Titon wütend Rache („Vous me fuyez en vain“).
Szene 5. Die Hirtengottheit Palès rät Eole, Titon nicht zu töten, sondern zu entführen und l’Aurore anschließend zu trösten. Dadurch könne er ihre Liebe gewinnen. Sie verspricht ihm ihre Hilfe bei der Umsetzung des Plans. Eole und seine Winde tragen Titon fort.
Szene 6. Palès jubiliert. Sie ist selbst in Titon verliebt und hofft, so ihre Rivalin loszuwerden.

### Zweiter Akt
Ein liebliches Tal; in der Ferne der Palast von l’Aurore; an einer Seite Grotten
Szene 1. L’Aurore beklagt den Verlust ihres Geliebten.
Szene 2. Eole versucht vergeblich, sie zu trösten. Sie will in Ruhe um Titon trauern und verkündet, ihn für immer so sehr zu lieben, wie sie Eole hasse.
Szene 3. Eole informiert Palès über sein Scheitern und schwört Titon Rache. Palès bittet ihn vergeblich um Mäßigung.
Szene 4. Als Eole die Winde beschwört, Titon zu vernichten, greift Palès ein. Sie offenbart Eole ihre Liebe zu Titon und will noch einen letzten Versuch unternehmen, ihn für sich zu gewinnen. Falls dies fehlschlage, werde er ihren Hass zu spüren bekommen.
Szene 5. Palès ruft ihre Nymphen herbei, um den von Faunen und Silvanen bewachten Titon mit Liedern und Tänzen zu verführen („Que je plains les coeurs amoureux“).
Szene 6. Titon bleibt unbeeindruckt von dem Schauspiel. Er glaubt Palès auch nicht, dass l’Aurore ihm untreu sei, sondern ist sich seiner Liebe für sie sicher. Enttäuscht lässt Palès ihn gehen.
Szene 7. Palès verflucht Titon: Er soll vorzeitig altern, erblinden und sich vergeblich nach seiner Geliebten sehnen.

### Dritter Akt
Titons Heimatweiler mit einem Brunnen
Szene 1. Palès gesteht Eole ihren Fehlschlag und erklärt ihm ihren Racheplan: Titon soll ihren Hass spüren, bis er vor den Augen ihrer Rivalin stirbt. Die beiden verstecken sich, um die Wirkung des Fluchs zu beobachten.
Szene 2. Titon erkennt mit schwachen Augen sein verändertes Aussehen im Wasser des Brunnens und beklagt sein Schicksal.
Szene 3. L’Aurore schwört Titon ewige Treue und fleht l’Amour um Hilfe an. Sie kann nicht mehr ohne ihn leben.
Szene 4. L’Amour erscheint mit seinem Gefolge. Er belohnt die unverbrüchliche Liebe der beiden, gibt Titon seine Jugend und seine Sehkraft zurück und erhebt ihn zur unsterblichen Gottheit. Das Liebesglück der beiden hat nun keine zeitliche Grenze mehr.
Szene 5. Titon und l’Aurore und der Chor preisen die Macht l’Amours.

## Gestaltung
Musikalisch folgte Mondonville im Wesentlichen seinem damals schon als veraltet geltenden Vorbild Jean-Philippe Rameau. Wie in dessen Werken ist die Ouvertüre zweiteilig, entspricht also nicht der älteren Form der Französischen Ouvertüre. Die Chöre sind vorwiegend vierstimmig. Außerdem liegt ein Schwerpunkt auf den ausgedehnten Divertissements und Tanzsuiten. Wie bei Rameau gibt es auch hier thematische Bezüge zwischen den verschiedenen Teilen, das Orchester ist klein gehalten und die Instrumentation äußerst abwechslungsreich. Eoles wütende Arie „Vous me fuyez en vain“ (I:4) wird von den Violinen im Pizzicato kommentiert. Das Nymphenlied „Que je plains les coeurs amoureux“ (I:5) begleitet ein Solofagott, und im Schlussstück setzt Mondonville ein Tamburin ein.
Das Orchester besteht aus den folgenden Instrumenten:
- Holzbläser: zwei Flöten (auch Piccolo), zwei Oboen, zwei Fagotte
- Tamburin
- Streicher
- Basso continuo

## Werkgeschichte

Titelblatt des Librettos,
Paris 1753

Für seine Oper Titon et l’Aurore nutzte Jean-Joseph Cassanéa de Mondonville einen Librettoentwurf aus dem Nachlass des 1746 verstorbenen Abbé Jacques-Michel Hurel de La Marre, das er „einfühlsam“ (so ein Nekrolog auf Mondonville aus dem Jahr 1773) ergänzte. Weitere nicht mehr genau feststellbare Anpassungen stammen von Abbé Claude-Henri de Fusée de Voisenon. Den Text des Prologs verfasste Antoine Houdar de La Motte.
Die Uraufführung fand am 9. Januar 1753 im Palais Royal der Pariser Oper statt. Es sangen Claude-Louis-Dominique Chassé de Chinais (Prométhée), Marie-Angélique Coupé (L’Amour und Nymphe), Pierre Jélyotte (Titon), Marie Fel (L’Aurore), Nicolas Gélin (Eole) und Marie-Jeanne Fesch „m.lle Chevalier“ (Palès). Zu den Tänzern zählten Therese Vestris, Gaetano Vestris und Louis Dupré sowie Louise-Madeleine Lany, Marie-Françoise Lyonnois, Jean-Barthélémy Lany und Antoine Bandieri de Laval.
Das Werk war außerordentlich erfolgreich und kam bis zum Juni desselben Jahres auf insgesamt 35 Aufführungen. Weitere Aufführungsserien begann bereits im November 1753 und im März 1754. Titon et l’Aurore spielte eine wesentliche Rolle im Buffonistenstreit, in dem sich oberflächlich gesehen die Anhänger der französischen und der italienischen Oper gegenüberstanden. Während sich die italienische Partei als Musterbeispiel für ihre Forderungen auf Pergolesis Intermezzo La serva padrona bezog, benannte das frankophile Lager Titon et l’Aurore. Nach der Wiederaufnahme von 1754 griff Friedrich Melchior Grimm, seit kurzem Anhänger der italienischen Partei, Mondonville heftig an. Er warf ihm Epigonentum vor und behauptete, der Erfolg des Werks sei künstlich konstruiert worden. Auch die schlichte Handlung wurde kritisiert. Allerdings gab es auch Produktionen in anderen Städten. 1754 wurde es in Brüssel gezeigt, 1758 in Parma (italienisch von Carlo Innocenzo Frugoni), 1767 in Kassel und 1777 in Marseille. Auch an der Pariser Oper gab es einige Wiederaufnahmen. Eine 1763 begonnene Serie wurde im April aufgrund des Opernbrandes unterbrochen und zeitweilig in Rouen fortgeführt, bis man im Winter erst im provisorisch eingerichteten Salle des machines der Tuilerien und nach der Wiedereröffnung der Opéra auch dort wieder spielen konnte. Im Oktober 1764 gab es einige Aufführungen im Schloss Fontainebleau und 1768 eine letzte Wiederaufnahme mit sechzehn Aufführungen. Insgesamt wurde Titon et l’Aurore 113 Mal in Paris gespielt.
Ein wichtiges Indiz für den Erfolg der damaligen Opern waren Parodie-Fassungen, von denen in diesem Fall vier verschiedene bekannt sind. Bereits ab dem 23. Februar 1753 wurde an der Opéra-Comique Totinet von Poinsinet und Portelance gespielt. Weite Verbreitung fand Raton et Rosette ou La vengeance inutile mit einem Text von Charles-Simon Favart, deren Musik teils aus Mondonvilles Oper übernommen wurde und teils von Charles Sodi stammte. Auch eine Air aus Rousseaus Le devin du village ist enthalten. Der Untertitel ist eine Anspielung auf den durch den Gott Amor künstlich herbeigeführten guten Ausgang der Oper. Weitere Aufführungen nach der Premiere am 28. März 1753 an der Comédie Italienne gab es im selben Jahr auch in Fontainebleau, 1755 in Wien, 1756 in Ulriksdal (Schweden), 1760 in Den Haag und 1773 erneut in Paris. Außerdem entstanden eine niederländische Übersetzung von J. T. Neyts und eine schwedische Fassung von Carl Envallsson, die 1799 in Stockholm zur Aufführung kam. Eine dritte Parodie, Le Rien von Jean-Joseph Vadé, wurde im April 1753 an der Opéra-Comique gezeigt. 1758 veröffentlichte Jacques Bailly eine unaufgeführte Parodie mit dem Titel Titonet.
Der Mitschnitt einer konzertanten Aufführung von 1991 unter Marc Minkowski wurde auf CD veröffentlicht. Im Januar 2021 wurde die Oper szenisch in einer Inszenierung von Basil Twist an der Opéra-Comique Paris gespielt. William Christie leitete das Ensemble Les Arts Florissants. Aufgrund der Maßnahmen gegen die COVID-19-Pandemie war kein Publikum zugelassen. Ein Video-Mitschnitt wurde im Internet auf Medici.tv bereitgestellt.

## Aufnahmen
- 4. September 1991 – Marc Minkowski (Dirigent), Les Musiciens du Louvre Grenoble, Ensemble Vocal Francois Herr.
 Philippe Huttenlocher (Prométhée und Eole), Ann Monoyios (L’Amour und Nymphe), Jean-Paul Fouchécourt (Titon), Catherine Napoli (L’Aurore), Jennifer Smith (Palès).
 Live, konzertant.
 Erato CD: 45715 2 (2 CDs).[6]
- Januar 2021 – William Christie (Dirigent), Basil Twist (Regie, Bühne, Puppen, Kostüme), Jean Kalman (Lichtdesign), Daniel Brodie (Video), Les Arts Florissants.
 Renato Dolcini (Prométhée), Julie Roset (L’Amour), Reinoud Van Mechelen (Titon), Gwendoline Blondeel (L’Aurore), Marc Mauillon (Eole), Emmanuelle de Negri (Palès), Virginie Thomas, Maud Gnidzaz und Juliette Perret (Nymphen).
 Video; live aus der Opéra-Comique Paris.
 Videostream bei Medici.tv.[9]

## Digitalisate
- Titon et l'Aurore, Op.7: Noten und Audiodateien im International Music Score Library Project
- Partitur, Paris 1753. Digitalisat bei Gallica
- Libretto (französisch), Paris 1753. Digitalisat im Internet Archive
- Libretto (französisch), Paris 1763. Digitalisat im Internet Archive
- Libretto (französisch/italienisch), Parma 1759. Digitalisat bei Google Books